# Visviri
Visviri (Aymara: wiswiri, 'het gegons van de wind') is een gehucht in het uiterste noorden van Chili. Het is de hoofdstad van de gemeente General Lagos, gelegen in de provincie Parinacota, in de regio Arica y Parinacota.
Visviri ligt dicht bij het drielandenpunt van Chili, Bolivia en Peru, en is de noordelijkste bewoonde plaats van Chili. Tussen Visviri en het Boliviaanse plaatsje Charaña ligt een weg die over een 4.095 m hoge pas loopt die gevaarlijk is vanwege de grote hoogte (risico op hoogteziekte) en ook omdat de gravelweg soms slecht begaanbaar is, vooral als regenbuien de weg in een modderpoel hebben veranderd.